# Marcel Petiot
Marcel Petiot (1897-1946) was een Franse arts die in de Tweede Wereldoorlog als seriemoordenaar op eigen initiatief ten minste 27 slachtoffers vermoordde.
Marcel Petiot werkte als arts in Parijs. Tijdens de Tweede Wereldoorlog zette hij een gefingeerd ontsnappingsnetwerk op. Hij bood aan mensen te laten ontsnappen via Vichy-Frankrijk naar Argentinië tegen betaling. In werkelijkheid doodde Petiot zijn slachtoffers met een injectie. Hij pikte hun kostbaarheden in en versneed hun lijken. De resten dumpte hij in ongebluste kalk of verbrandde hij in een oven. 
Gealarmeerd door omwonenden die klaagden over een grote stank die uit de schoorsteen kwam, vond de Parijse brandweer in maart 1944 de resten van zijn slachtoffers. Petiot ontkwam echter aan arrestatie door zich aan te sluiten bij de Franse Binnenlandse Strijdkrachten. Na de bevrijding van Parijs werd Petiot  in oktober 1944 alsnog gearresteerd. Hij werd ter dood veroordeeld in mei 1946 voor de moord op minstens 27 personen, waarvan 12 joden, en werd geëxecuteerd. Zijn buit, de gestolen kostbaarheden, werd nooit teruggevonden.